# Беловский район (Кемеровская область)
Бело́вский райо́н — административно-территориальная единица (район) и упразднённое муниципальное образование (муниципальный район) в Кемеровской области России.
Административный центр — село Вишнёвка.
С 1 июня 2021 года муниципальный район преобразован в Беловский муниципальный округ.

## География
Район находится на севере Южного Кузбасса. Его площадь составляет около 3,2 тыс. км². Район граничит на западе с Гурьевским районом, на северо-западе — с Ленинск-Кузнецким, на севере — с Крапивинским, на востоке — с Новокузнецким, на юге — с Прокопьевским районом.
Территория района расположена в степной, лесостепной и горно-лесной зонах. Лес встречается по всей территории в виде небольших массивов, чередующихся с разнотравно-зерновинными злаковыми степями. Почвенный покров района, в основном, представлен чернозёмами обыкновенными выщелоченными, тёмно-серыми и серыми лесными почвами.
Гидрографическая сеть представлена рекой Иня и её притоками — Уроп, Еловка, Большой и Малый Бачат. В восточной части района реки относящиеся к бассейну Томи: Бунгарап и его притоки.

## История
Первые люди пришли на территорию Кузбасса десятки тысяч лет назад. Стоянки и захоронения древних людей найдены в районе Новокузнецка, Прокопьевска, в Беловском, Ленинск-Кузнецком и других районах Кемеровской области.
Земли Кузбасса входили в округ Колыванских заводов (ныне Алтайский край), куда в 1761 году было приписано всё мужское население Кузнецкой земли. В 1764 году по указу Екатерины II Колыванские заводы были объявлены вотчиной царицы.
Открытие месторождений железных и серебряных руд во второй половине XVIII века положило начало строительству заводов и рудников в Кузбассе. С 1780 года начали разрабатываться Салаирские рудники. Сначала руду из этих рудников возили в Барнаул, а в 1795 году был пущен Гавриловский сереброплавильный завод (ныне Гурьевский район). В начале XIX века (1816 год) вступил в строй Гурьевский сереброплавильный завод, который вскоре был переоборудован в железоделательный.
В 1851 году на Бачатском месторождении впервые в Кузбассе началась регулярная добыча каменного угля. В середине XIX века была образована Бачатская волость в составе Кузнецкого округа (уезда) Томской губернии с административным центром в селе Бочаты.

### Образование района
Постановлением Президиума Томского губисполкома от 4 сентября 1924 года в составе Кузнецкого округа Сибирского края на основе бывшей Бачатской укрупнённой волости был образован Бачатский район, в который включены волости: Бачатский ПИК, Салаирская, Карачумышская, Урско-Бедаревская (н. п. Салаирка), Караканская (н. п. Коновалова, Сидоренкова), Николаевская (н. п. Поморцева), Телеутская (кроме д. Урской), Ускатская (н. п. Сергеево, Кутанова, Бурдукова, Уаргайла).
В 1926 году в состав района входило 24 сельских Совета. 30 июля 1930 года были упразднены округа, а Бачатский район в результате разделения Сибирского края вошёл в состав Западно-Сибирского края. Постановлением ВЦИК от 10 мая 1931 года райцентр перенесен в рабочий поселок Белово с переименованием района в «Беловский».
В соответствии с Постановлением ВЦИК от 19 января 1935 года из части Беловского района создается Гурьевский район. 28 сентября 1937 года Западно-Сибирский край был разделён на Новосибирскую область и Алтайский край; Беловский район остается в составе Новосибирской области. 26 января 1943 года из Новосибирской области была выделена Кемеровская область, и район перешёл в её состав.
4 июня 1963 года в соответствии с Указом Президиума ВС РСФСР от 1 февраля 1963 года об укрупнении районов объединены Беловский и Гурьевский районы. В январе 1987 года район вновь разделен на Беловский и Гурьевский. Решением Кемеровского областного Совета народных депутатов № 242 от 26 ноября 1992 года Бековский сельский Совет отнесен к категории национальных сельсоветов. Из Гурьевского в Беловский район также был передан пгт Старобачаты с его поссоветом. На 1 января 2001 года в состав Беловского района входили Бековский национальный сельсовет, Вишневский, Евтинский, Заринский, Инюшинский, Коневский, Менчерепский, Моховский, Новобачатский, Пермяковский, Старопестеревский, Снежинский сельсоветы и Старобачатский поссовет.
Законом от 17 декабря 2004 года Беловский район был также наделён статусом муниципального района, в котором были образованы 11 муниципальных образований (сельских поселений). 
В начале 2000-х произошли значительные изменения в административной и территориальной структуре Беловского района, приведшие к уменьшению, как его площади, так и населения. Эти преобразования начались после 2006 года, когда произошло выделение посёлка городского типа Краснобродский в отдельный Краснобродский городской округ, подчиняющийся непосредственно областной администрации. Данный посёлок до этого момента активно развивался под эгидой беловских властей, которые вкладывали значительные ресурсы в его инфраструктуру и социальное благоустройство. С этими изменениями территория района уменьшилась, так как в состав новообразованного Краснобродского городского округа вошли не только сам Краснобродский, но и другие бывшие части Беловского муниципального района, включая посёлок Артышта и станцию Дуброво. Хотя нужно отметить, что посёлок Новый Каракан наоборот был включён в состав Беловского муниципального района.
Законом от 4 апреля 2013 года количество муниципальных образований сократилось до 8 сельских поселений. Тем же законом от 4 апреля 2013 года административный центр района с 23 апреля 2013 года был перенесён из города Белово в село Вишнёвка.

## Население
| 1959    | 1970    | 1979    | 1989    | 2002    | 2009    | 2010    | 2011    | 2012    |
| ------- | ------- | ------- | ------- | ------- | ------- | ------- | ------- | ------- |
| 42 031  | ↗55 836 | ↘45 444 | ↘25 815 | ↗33 382 | ↘32 966 | ↘30 204 | ↘30 191 | ↘29 704 |
| 2013    | 2014    | 2015    | 2016    | 2017    | 2018    | 2019    | 2020    | 2021    |
| ↘29 247 | ↘28 508 | ↘28 204 | ↘27 977 | ↘27 595 | ↘27 083 | ↘26 589 | ↘25 955 | ↗26 052 |
| 2025    |         |         |         |         |         |         |         |         |
| ↘24 205 |         |         |         |         |         |         |         |         |

## Административно-муниципальное устройство
В рамках административно-территориального устройства области Беловский административный район включает 8 сельских территорий, границы которых совпадают с одноимёнными сельскими поселениями в соответствующем муниципальном районе.
В рамках муниципального устройства, Беловский муниципальный район включал 8 муниципальных образований со статусом сельских поселений:
| № | Упразднённое муниципальное образование | Административный центр | Количество населённых пунктов | Население (чел.) | Площадь (км²) |
| - | -------------------------------------- | ---------------------- | ----------------------------- | ---------------- | ------------- |
| 1 | Бековское сельское поселение           | село Беково            | 4                             | ↗1540            | 122,41        |
| 2 | Евтинское сельское поселение           | село Евтино            | 10                            | ↘5201            | 398,35        |
| 3 | Менчерепское сельское поселение        | село Менчереп          | 6                             | ↘1822            | 220,46        |
| 4 | Моховское сельское поселение           | село Мохово            | 8                             | ↘3824            | 238,39        |
| 5 | Новобачатское сельское поселение       | село Новобачаты        | 2                             | ↘1151            | 126,84        |
| 6 | Пермяковское сельское поселение        | село Пермяки           | 4                             | ↘1816            | 1134,91       |
| 7 | Старобачатское сельское поселение      | посёлок Старобачаты    | 5                             | ↗5640            | 504,42        |
| 8 | Старопестерёвское сельское поселение   | село Старопестерёво    | 8                             | ↘5058            | 438,27        |

Законом от 17 декабря 2004 года в Беловском муниципальном районе были образованы 11 муниципальных образований (сельских поселений). Законом от 4 апреля 2013 года существовавшее ранее Вишнёвское сельское поселение вошло в состав Евтинского сельского поселения, Коневское сельское поселение - в Моховское сельское поселение, Инюшинское сельское поселение - в Старопестеревское сельское поселение, а административным центром района стало село Вишнёвка.

## Населённые пункты
| №  | Населённый пункт     | Тип                          | Население | Муниципальное образование            |
| -- | -------------------- | ---------------------------- | --------- | ------------------------------------ |
| 1  | Артышта              | село                         | 263       | Старобачатское сельское поселение    |
| 2  | Беково               | село                         | 704       | Бековское сельское поселение         |
| 3  | Бускускан            | посёлок станции              | 223       | Старобачатское сельское поселение    |
| 4  | Верховская           | деревня                      | 198       | Бековское сельское поселение         |
| 5  | Вишнёвка             | село, административный центр | 737       | Евтинское сельское поселение         |
| 6  | Дунай-Ключ           | посёлок                      | 288       | Менчерепское сельское поселение      |
| 7  | Евтино               | село                         | 941       | Евтинское сельское поселение         |
| 8  | Задубровский         | посёлок                      | 167       | Менчерепское сельское поселение      |
| 9  | Заринское            | село                         | 579       | Старопестерёвское сельское поселение |
| 10 | Заря                 | посёлок                      | 184       | Старопестерёвское сельское поселение |
| 11 | Ивановка             | деревня                      | 588       | Моховское сельское поселение         |
| 12 | Инюшка               | деревня                      | 334       | Старопестерёвское сельское поселение |
| 13 | Калиновка            | деревня                      | 152       | Моховское сельское поселение         |
| 14 | Камешек              | посёлок                      | 66        | Менчерепское сельское поселение      |
| 15 | Каракан              | село                         | 908       | Евтинское сельское поселение         |
| 16 | Каралда              | деревня                      | 522       | Пермяковское сельское поселение      |
| 17 | Конево               | село                         | 320       | Моховское сельское поселение         |
| 18 | Коновалово           | село                         | 497       | Евтинское сельское поселение         |
| 19 | Коротково            | деревня                      | 389       | Менчерепское сельское поселение      |
| 20 | Менчереп             | село                         | 1108      | Менчерепское сельское поселение      |
| 21 | Мереть               | посёлок станции              | 179       | Моховское сельское поселение         |
| 22 | Мохово               | село                         | ↘2070     | Моховское сельское поселение         |
| 23 | Новобачаты           | село                         | 1342      | Новобачатское сельское поселение     |
| 24 | Новодубровка         | деревня                      | 173       | Евтинское сельское поселение         |
| 25 | Новороссийка         | деревня                      | 258       | Моховское сельское поселение         |
| 26 | Новохудяково         | село                         | 147       | Пермяковское сельское поселение      |
| 27 | Новый Каракан        | посёлок                      | 1290      | Евтинское сельское поселение         |
| 28 | Октябрьский          | посёлок                      | 74        | Бековское сельское поселение         |
| 29 | Осиновка             | деревня                      | 220       | Старопестерёвское сельское поселение |
| 30 | Пермяки              | село                         | 1553      | Пермяковское сельское поселение      |
| 31 | Петровский           | посёлок                      | 152       | Евтинское сельское поселение         |
| 32 | Поморцево            | село                         | 517       | Евтинское сельское поселение         |
| 33 | Посёлок имени Ильича | посёлок                      | 213       | Новобачатское сельское поселение     |
| 34 | Проектная            | посёлок станции              | 242       | Моховское сельское поселение         |
| 35 | Рямовая              | деревня                      | 90        | Старопестерёвское сельское поселение |
| 36 | Сидорёнково          | село                         | 500       | Евтинское сельское поселение         |
| 37 | Снежинский           | посёлок                      | 725       | Старопестерёвское сельское поселение |
| 38 | Старобачаты          | посёлок                      | ↘3870     | Старобачатское сельское поселение    |
| 39 | Старопестерёво       | село                         | ↘3286     | Старопестерёвское сельское поселение |
| 40 | Степной              | посёлок                      | 236       | Евтинское сельское поселение         |
| 41 | Убинский             | посёлок                      | 567       | Моховское сельское поселение         |
| 42 | Уроп                 | деревня                      | 329       | Старопестерёвское сельское поселение |
| 43 | Хахалино             | деревня                      | 185       | Менчерепское сельское поселение      |
| 44 | Челухоево            | село                         | 615       | Бековское сельское поселение         |
| 45 | Чигирь               | деревня                      | 1         | Пермяковское сельское поселение      |
| 46 | Шестаки              | деревня                      | 274       | Старобачатское сельское поселение    |
| 47 | Щебзавод             | посёлок                      | 1302      | Старобачатское сельское поселение    |

## Экономика
Основная отрасль — угольная. Беловский район добывает 15 % от общего объёма добычи угля в Кузнецком угольном бассейне. В районе действуют шахта «Колмогоровская-2», разрезы «Задубровский», «Евтинский», «Пермяковский», филиал КЕНОТЭК «Караканский-Южный», «Виноградовский», «Белорусский», «Сартакинский», «Караканский». Помимо угольной отрасли в районе действуют предприятия лесной, деревообрабатывающей, пищевой промышленности, развивается производство строительных материалов.
В Беловском районе выращивают зерновые и кормовые культуры, картофель, овощи, плоды; занимаются скотоводством, птицеводством, рыбоводством.
Беловский район располагается в юго-западной части Кемеровской области и относится к Алтае-Саянской зоне. Территория района целиком или частично перекрывает площадь семи геолого-экономических районов Кузнецкого угольного бассейна — Бачатского, Беловского, Ленинского, Прокопьевско-Киселевского, Ускитского, Ерунаковского и Центрального. В пределах Беловского района условно выделены три месторождения каменных углей: Бачатское, Шестаковское, Караканское, открыты месторождения железных и гематитовых руд, разведаны запасы нерудного сырья — цементные тугоплавные огнеупорные глины, флюсовые, цементные известняки, строительный камень, баллястное сырье.

## СМИ
Выходит газета «Сельские зори».

## Люди, связанные с районом
Почётные граждане Беловского района
По состоянию на 7 марта 2022 года:
- Агеева Татьяна Николаевна - Главный врач МБУЗ «Беловская ЦРБ»
- Адаева Анна Филлиповна (1935-2010) - Библиотекарь Новобачатской библиотеки
- Акатьев Петр Николаевич - Заместитель губернатора, руководитель аппарата администрации Кемеровской области
- Антонова Мария Карловна - Главный бухгалтер КФХ «Правда»
- Бобрешов Иван Алексеевич - Ветеран руда, житель деревни Новодубровка
- Вашлаева Нина Юрьевна - Заместитель Губернатора Кемеровской области по природным ресурсам и экологии
- Галанин Вадим Андреевич (1936-2007) - Преподаватель Кемеровского сельскохозяйственного института
- Дашков Геннадий Васильевич - Глава Беловского района, житель села Мохово
- Емельянов Валентин Емельянович - Ветеран труда, житель деревни Шестаки
- Ёлышев Алексей Иосифович (1921-2005) - Ветеран труда Старобачатской вспомогательной школы
- Зайцев Алексей Дмитриевич (1932-2004) - Ветеран труда колхоза «Россия»
- Землянухин Владимир Митрофанович - Ветеран труда колхоза «Россия»
- Зинченко Владимир Денисович - Глава крестьянского (фермерского) хозяйства «Правда»
- Карташова Валентина Степановна (1935-2017) - Ветеран труда Старопестеревского фельдшерско-акушерского пункта
- Кашко Павел Николаевич (1926-2014) - Ветеран труда колхоза имени Ильича
- Кислова Надежда Васильевна - Бывший начальник финансового управления по Беловскому району, ветеран труда
- Колбухова Екатерина Федоровна (1926-2011) - Ветеран труда колхоза имени Ильича
- Кочетов Александр Петрович (1941-2004) - Водитель колхоза «Пермяковский»
- Мадьянова Татьяна Федоровна - Герой социалистического труда, жительница села Менчереп
- Матыцина (Загорулько) Антонина Ивановна - Директор МБОУ «Пермяковская средняя общеобразовательная школа»
- Морозова Евдокия Логиновна (1930-2012) - Ветеран труда Каралдинской средней школы
- Насонов Василий Иванович (1934-2022) - бывший секретарь Беловского райкома КПСС
- Никитюк Михаил Севастьянович - председатель колхоза «Вишневский»
- Ноженкин Валерий Алексеевич - первый заместитель главы Беловского муниципального района
- Паршуков Дмитрий Егорович (1934-2001) - ветеран труда колхоза имени XXI Партсъезда
- Петрова Светлана Витальевна - председатель Совета Пермяковского сельского потребительского общества
- Ракитина Евдокия Васильевна - председатель совета потребительского общества «Беловская межрайбаза»
- Румянцев Александр Павлович - Тракторист ООО «Колхоз имени Ильича»
- Сорокина Ольга Максимовна (1921-2005) - Ветеран труда Заринской средней школы
- Степаненко Павел Александрович (1943-2009) - Ветеран труда птицефабрики «Инская»
- Тулеев Аман-гельды Молдагазыевич - Губернатор Кемеровской области
- Утенков Геннадий Федорович (1960-2016) - Герой Кузбасса, тракторист колхоза «Правда» житель поселка Петровский
- Шепин Иван Михайлович (1925-2013) - Ветеран труда колхоза «Правда»